# Góra Wytrzyszczona
Góra Wytrzyszczona (866 m n.p.m.) lub Wytrzyszczona – szczyt w Beskidzie Śląskim znajdujący się w zakończeniu północno-wschodniego grzbietu Magurki Radziechowskiej (między Magurką a Wytrzyszczoną znajduje się jeszcze Gładziczne). Pod względem administracyjnym Wytrzyszczona znajduje się w większości w obrębie wsi Radziechowy, tylko niewielka jej północna część należy do wsi Ostre w województwie śląskim, w powiecie żywieckim.
Północno-zachodnie stoki Góry Wytrzyszczonej tworzą zbocza doliny Twardorzeczki, południowo-zachodnie potoku Wieśnik i potoku Strumyk Rybny. Góra jest niemal całkowicie porośnięta lasem, ale w jej północnej części na stoki wspinają się pola i zabudowania wsi Ostre i Radziechowy.